# Сельце-Леве
Сельце-Леве (пол. Sielce Lewe) — село в Польщі, у гміні Макув Скерневицького повіту Лодзинського воєводства.
У 1975-1998 роках село належало до Скерневицького воєводства.